# Júlio Oliveira (político)
Júlio da Silva Oliveira, conhecido como Júlio Oliveira (Beneditinos, 3 de março de 1974), é um político e administrador brasileiro, filiado ao Progressistas (PP). Foi deputado federal pelo Tocantins entre maio e outubro de 2024.

## Formação e carreira política
Natural do Piauí, Júlio Oliveira estabeleceu sua carreira política no estado do Tocantins. Foi prefeito de Augustinópolis de 2017 a 2020, período em que se destacou por iniciativas voltadas ao desenvolvimento regional.

## Eleições de 2022
Nas eleições de 2022, concorreu ao cargo de deputado federal pelo Tocantins, obtendo 5.409 votos, ficando como primeiro suplente do partido Progressistas.

## Mandato na Câmara dos Deputados
Assumiu o mandato de deputado federal em 22 de maio de 2024, substituindo Vicentinho Júnior, que se licenciou para assumir cargo no governo estadual. Durante seu mandato, que se estendeu até 10 de outubro de 2024, integrou as seguintes comissões:
- Comissão de Agricultura, Pecuária, Abastecimento e Desenvolvimento Rural (titular);
- Comissão de Administração e Serviço Público (suplente);
- Comissão de Minas e Energia (suplente);
- Comissão de Educação (suplente).[4]

### Atuação parlamentar
Durante seu curto período na Câmara, Júlio Oliveira destinou R$ 3 milhões em emendas parlamentares para a área da saúde na região do Bico do Papagaio, beneficiando municípios como Ananás, Araguatins, Augustinópolis, Buriti do Tocantins, Esperantina, São Miguel e Tocantinópolis.

### Despedida do mandato
Em 10 de outubro de 2024, encerrou seu mandato como deputado federal. Em sua despedida, expressou gratidão pela oportunidade e destacou o sentimento de dever cumprido ao representar o Tocantins no Congresso Nacional.